# Liste des bourgmestres d'Etterbeek
L'histoire des bourgmestres d'Etterbeek depuis le XIXe siècle :
- 1804 - 1818 : Albert-Joseph Hap
- 1818 - 1830 : Egide Van Daele
- 1825 - 1830 : Chevalier Dubois de Bianco
- 1830 - 1836 : André Lemort
- 1836 - 1861 : M. Cammaerts
- 1861 - 1861 : François-Louis Hap
- 1862 - 1866 : Joseph Vandersmissen
- 1866 - 1869 : Charles De Buck
- 1869 - 1872 : Pierre Hap
- 1872 - 1884 : Louis-Edmond Lacomblé
- 1884 - 1896 : Edmond Mesens
- 1899 - 1907 : Nestor Plissart
- 1907 - 1918 : Edmond Mesens
- 1918 - 1924 : Eugène Godaux
- 1924 - 1932 : Paul Plissart
- 1932 - 1944 : Louis Schmidt
- 1944 - 1970 : René Piret
- 1971 - 1991 : Léon Defosset
- depuis 1992 : Vincent De Wolf